# Lasy w Polsce

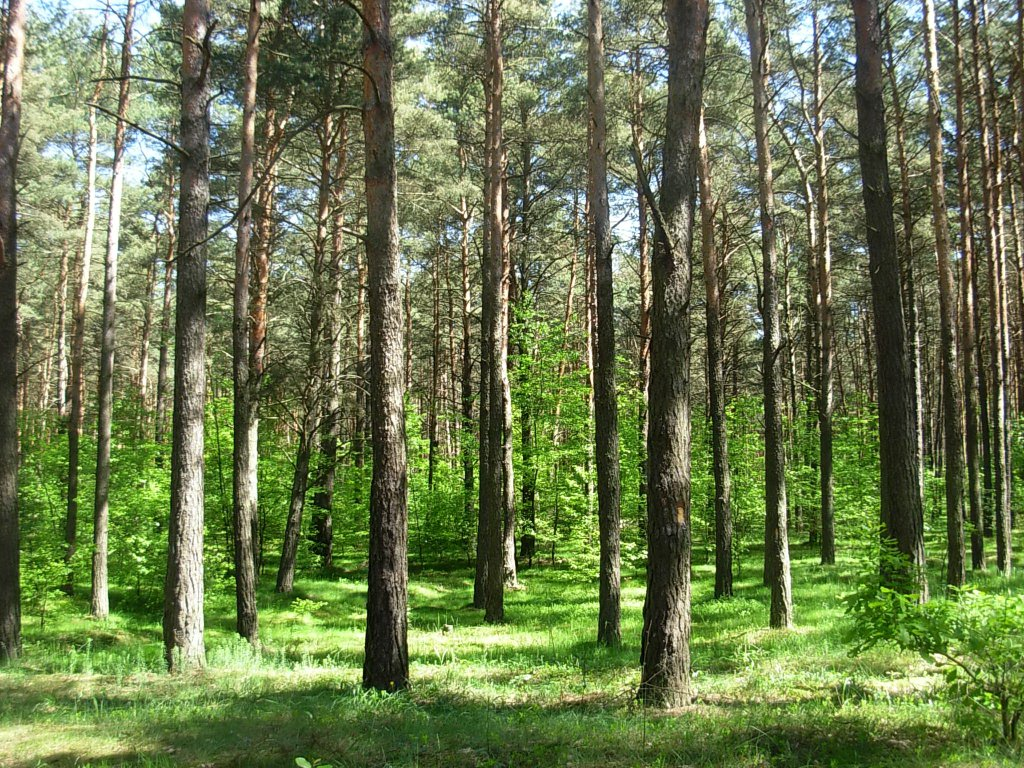
Bór świeży w Puszczy Bydgoskiej

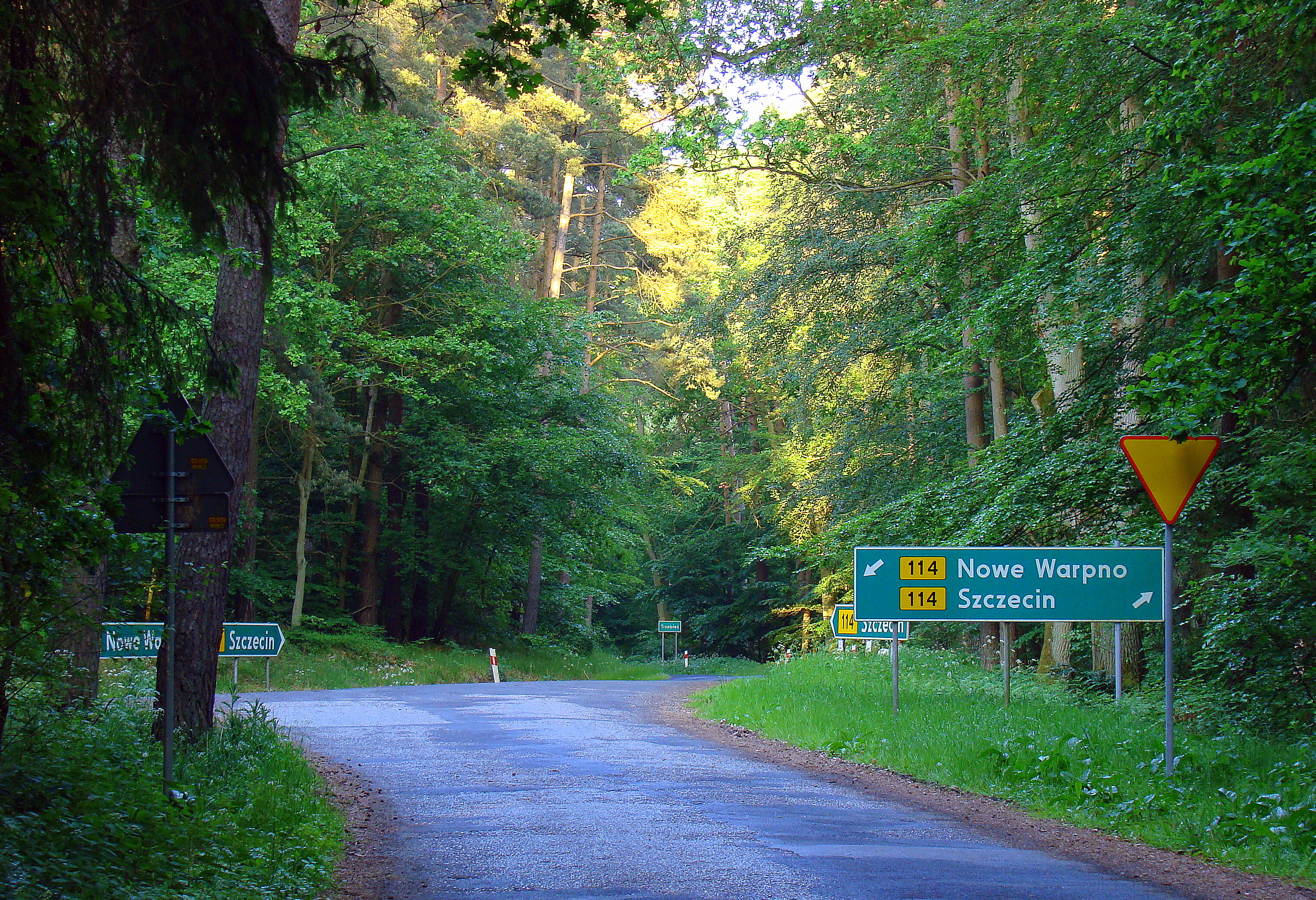
Puszcza Wkrzańska koło Trzebieży (powiat policki)

Lasy w Polsce – zbiorowiska leśne na terenach Polski.  
Od czasów prehistorycznych w wyniku procesów cywilizacyjnych i ekspansji człowieka obszary leśne stopniowo zmniejszały się. Znaczne przyspieszenie kurczenia się lasów (wylesianie) nastąpiło w XIX i XX wieku. Jeszcze pod koniec XVIII wieku lesistość Polski wynosiła ok. 40% (w ówczesnych granicach), ale po II wojnie światowej w 1946 wynosiła ona tylko 20,8%. 
Gospodarka leśna w latach 1946–1970, polegająca w znacznym stopniu na zalesianiu (głównie plantacjami sosnowymi) zwiększyła lesistość Polski do 28%. 31 grudnia 2016 obszary leśne zajmowały 9 mln 230 tysięcy ha, co stanowiło 29,5% powierzchni kraju. Od końca II wojny światowej zasoby leśne Polski systematycznie się powiększają. W 31 grudnia 2021 roku lasy zajmowały 9 mln 265 tys. ha czyli 29,6% powierzchni kraju, a w 2050 roku mają zajmować – 33%.

## Struktura własnościowa polskich lasów
Lasy publiczne to 82% polskich lasów (w tym lasy pozostające w zarządzie Państwowego Gospodarstwa Leśnego Lasy Państwowe stanowią 78%, lasy parków narodowych to 2%, lasy gminne 0,9% i inne lasy skarbu państwa 1,1%). Lasy prywatne to 18%. Udział lasów prywatnych jest zróżnicowany przestrzennie: najwięcej jest ich w województwie małopolskim (43,3% ogólnej powierzchni lasów w tym województwie), mazowieckim (42,9%) i lubelskim (39,6%). Najmniej jest ich w województwie lubuskim (1,2%), zachodniopomorskim (1,6%) i dolnośląskim (2,6%).

## Struktura siedlisk polskich lasów
Siedliska borowe występują na 51% powierzchni polskich lasów, lasowe na 49% (w tym olsy i łęgi 3,8%).

## Struktura gatunkowa polskich lasów

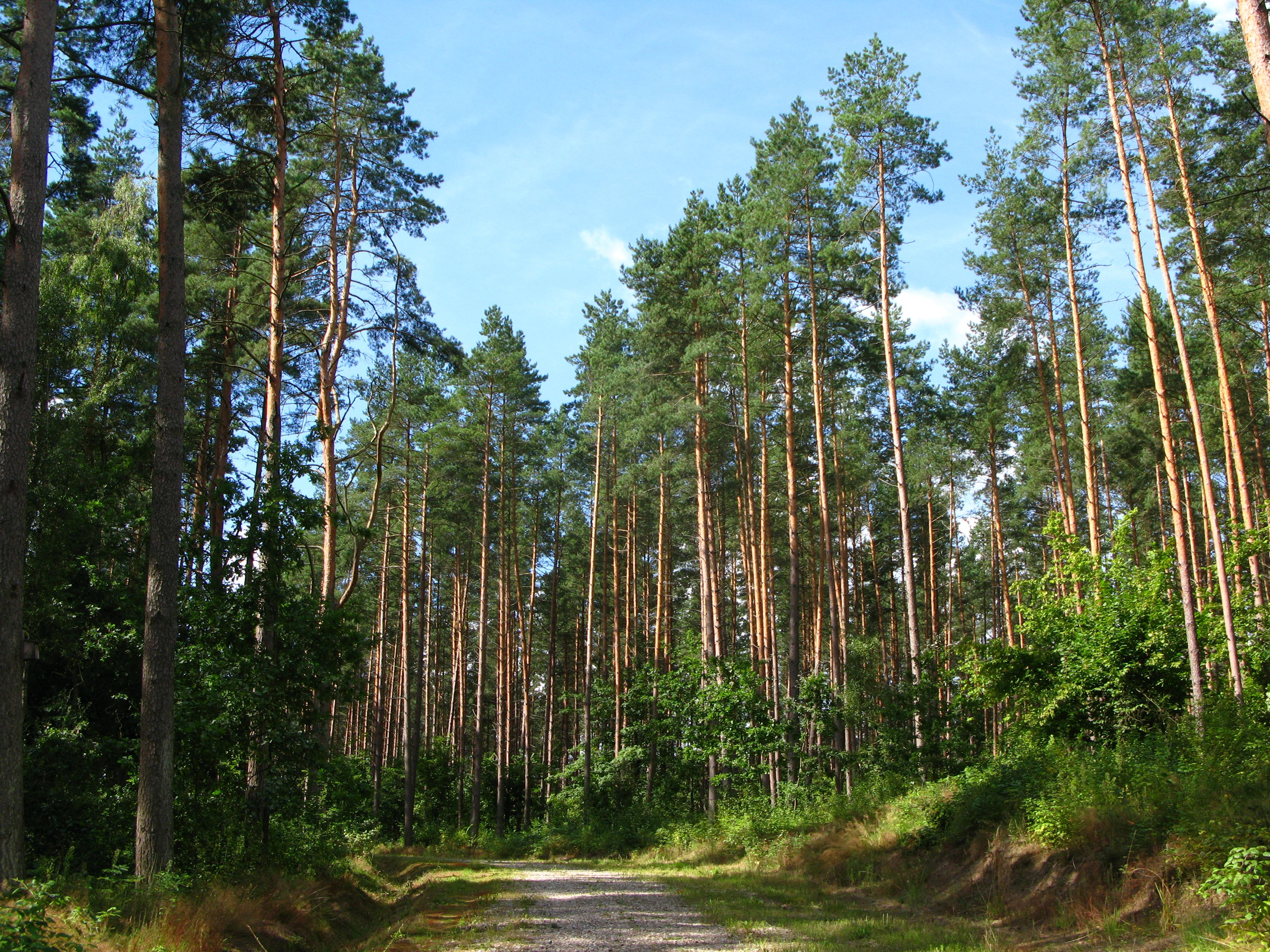
Dominującym drzewem w Polsce jest sosna zwyczajna.

W strukturze leśnej w Polsce przeważają lasy iglaste, w których dominującym gatunkiem jest sosna zwyczajna (Pinus sylvestris).
Od 1945 struktura gatunkowa polskich lasów ulega istotnym przemianom wyrażającym się między innymi zwiększeniem udziału drzewostanów z przewagą gatunków liściastych. Dla przykładu w lasach pod zarządem Lasów Państwowych, w latach 1945–2008 powierzchnia drzewostanów liściastych wzrosła z 13 do 23,2%. Udział drzew liściastych nadal jest jednak niższy od potencjalnego, wynikającego ze struktury siedlisk leśnych. Powoli zwiększa się również udział jodły, głównie wskutek przebudowy świerkowych monokultur w Tatrach, Beskidach i Sudetach.
Gatunki drzew w Polsce (stan w roku 2014): 
- sosna – 58,5%
- brzoza – 7,5%
- dąb – 7,5%
- świerk – 6,4%
- buk – 5,8%
- olsza – 5,4%
- inne drzewa liściaste – 4,7%
- inne drzewa iglaste – 4,2%

## Struktura wiekowa polskich lasów
W wiekowej strukturze lasu w PGL Lasy Państwowe dominują drzewostany III i IV klasy wieku (tj. 41-60 lat i 61-80 lat) występujące odpowiednio na 24,7% i 19,2% powierzchni. W lasach prywatnych i gminnych (stan z 1999 r.) 35% powierzchni zajmowały drzewostany II klasy wieku (21–40 lat), a 25% – III klasy wieku. Drzewostany w wieku powyżej 100 lat zajmują w Lasach Państwowych 14,1% powierzchni. Udział powierzchni niezalesionej w Lasach Państwowych wynosi 1,3%, a prawie 5% w lasach prywatnych i gminnych.
Średni wiek drzewostanu w 2008 wynosił w Lasach Państwowych 60 lat, a w lasach prywatnych 40 lat.
Od końca II wojny światowej obserwowany jest stały wzrost udziału drzewostanów w wieku powyżej 80 lat. Powierzchnia tych drzewostanów wzrosła z około 0,9 mln ha w 1945 roku do prawie 1,55 mln ha w roku 2008.
W dużej części polskie lasy są zbiorowiskami zastępczymi (monokultury sosnowe lub świerkowe), wytworzonymi sztucznie, w miejscu naturalnego kształtowania się ekosystemów. Zgodnie z polityką leśną państwa w polskich lasach dokonywana jest przebudowa drzewostanów zmierzająca do zwiększenia udziału gatunków liściastych i zróżnicowania struktury wiekowej i gatunkowej drzewostanu.
Kompleksy puszczańskie zachowały się fragmentarycznie, głównie w obrębie Puszczy Białowieskiej (Białowieski Park Narodowy).

## Wybrane zwarte obszary leśne na terytorium Polski
Województwo dolnośląskie

- Bory Dolnośląskie
- Grądy Odrzańskie
- Łęgi Odrzańskie

 Województwo kujawsko-pomorskie

- Puszcza Bydgoska
- Bory Tucholskie
- Lasy Gostynińsko-Włocławskie

 Województwo lubelskie

- Puszcza Solska
- Lasy Janowskie
- Lasy Parczewskie
- Lasy Strzeleckie
- Lasy Kozłowieckie

 Województwo lubuskie

- Bory Dolnośląskie
- Lasy Barlineckie
- Lasy Dębnieńskie
- Puszcza Drawska
- Puszcza Gorzowska
- Puszcza Notecka
- Puszcza Rzepińska

 Województwo łódzkie

- Lasy Spalskie
- Puszcza Pilicka
- Las Łagiewnicki

 Województwo małopolskie

- Puszcza Niepołomicka
- Puszcza Dulowska
- Puszcza Radłowska

 Województwo mazowieckie

- Puszcza Biała
- Puszcza Bolimowska
- Puszcza Iłżecka
- Puszcza Kamieniecka
- Puszcza Kampinoska
- Puszcza Kozienicka
- Puszcza Pilicka
- Puszcza Stromecka
- Lasy Gostynińsko-Włocławskie
- Puszcza Napiwodzko-Ramucka
- Lasy Koneckie
- Lasy Warszawskie
- Puszcza Zielona

 Województwo opolskie

- Bory Namysłowskie
- Bory Niemodlińskie
- Bory Stobrawskie
- Grądy Odrzańskie
- Las Prudnicki
- Lasy Turawskie

 Województwo podkarpackie

- Puszcza Sandomierska
- Lasy Janowskie
- Lasy Leżajskie
- Lasy Sieniawskie

 Województwo podlaskie

- Puszcza Augustowska
- Puszcza Białowieska
- Puszcza Knyszyńska
- Puszcza Mielnicka
- Puszcza Piska

 Województwo pomorskie

- Bory Tucholskie
- Puszcza Kaszubska
- Puszcza Słupska
- Puszcza Wierzchucińska
- Puszcza Darżlubska
- Lasy Lęborskie
- Lasy Mirachowskie
- Lasy Oliwskie
- Lasy Iławskie

 Województwo śląskie

- Lasy Pszczyńskie
- Lasy Lublinieckie
- Lasy Raciborskie
- Leśny pas ochronny GOP

 Województwo świętokrzyskie

- Lasy Włoszczowskie
- Lasy Koneckie
- Puszcza Iłżecka
- Puszcza Świętokrzyska

 Województwo warmińsko-mazurskie

- Puszcza Borecka
- Puszcza Napiwodzko-Ramucka
- Puszcza Nidzicka
- Puszcza Piska
- Lasy Iławskie
- Puszcza Romincka

 Województwo wielkopolskie

- Lasy Milickie
- Lasy Lesznowskie
- Puszcza Notecka
- Wielki Łęg Obrzański
- Nadnoteckie Łęgi
- Puszcza Drawska
- Lasy Wałecko-Pilskie
- Puszcza nad Gwdą
- Puszcza Grodziecko-Chocka
- Puszcza Zielonka
- Puszcza Bieniszewska
- Dąbrowy Krotoszyńskie
- Lasy Powidzkie
- Lasy Gnieźnieńskie
- Lasy Ostrzeszowskie

 Województwo zachodniopomorskie

- Lasy Barlineckie
- Lasy Dębnieńskie
- Lasy Wałeckie
- Puszcza Bukowa
- Puszcza Drawska
- Puszcza Goleniowska
- Puszcza Koszalińska
- Puszcza Piaskowa
- Puszcza Wkrzańska
- Bory Myśliborskie
- Niczonowska Puszcza